# Mapa dasimétrico

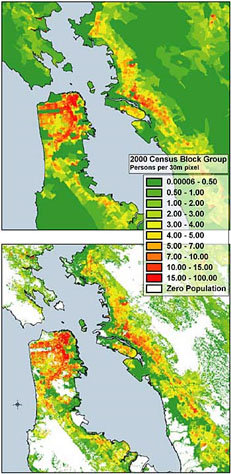
Comparação de um mapa coroplético (em cima) e dasimétrico (em baixo) da população da Área da baía de São Francisco em 2000.

Um mapa dasimétrico é um mapa coroplético em que as áreas se subdividem em áreas de homogeneidade relativa baseando-se em informação complementar.
O método de construir mapas dasimétricos foi definido e desenvolvido em 1911 por Benjamin (Veniamin) Petrovich Semenov-Tyan-Shansky e divulgado por John Kirtland Wright, embora haja referências anteriores a técnicas similares de George Poulett Scrope (1833) e Henry Drury Harness (1838).
O termo "dasimétrico" foi inventado por Semenov-Tyan-Shansky a partir dos termos em grego para "medição da densidade" (dasys – denso, metreo – medir). Semenov-Tyan-Shansky definiu os mapas dasimétricos como mapas "onde a densidade populacional, independente de fronteiras administrativas, é mostrada como se distribui na realidade, ou seja, por pontos naturais de concetração e rarefação." Os cartógrafos usam preferencialmente mapas dasimétricos para grandezas como a densidade populacional face a outros mapas temáticos, uma vez que têm a capacidad de realisticamente mapear essas grandezas distribuídas desigualmente pelo território. Considerados como híbrido ou compromisso entre mapas coropléticos e maps por isolinhas, os mapas dasimétricos usam dados estandartizados, mas usam símbolos areais tendo em conta as densidades dentro das fronteiras do mapa. Para tal, informação auxiliar é necessária, o que implca que o cartógrafo use informação estatística recolhida no interior da região cartografada.